# Spröde (Naturschutzgebiet)
Koordinaten: 51° 31′ 44″ N, 12° 26′ 27″ O

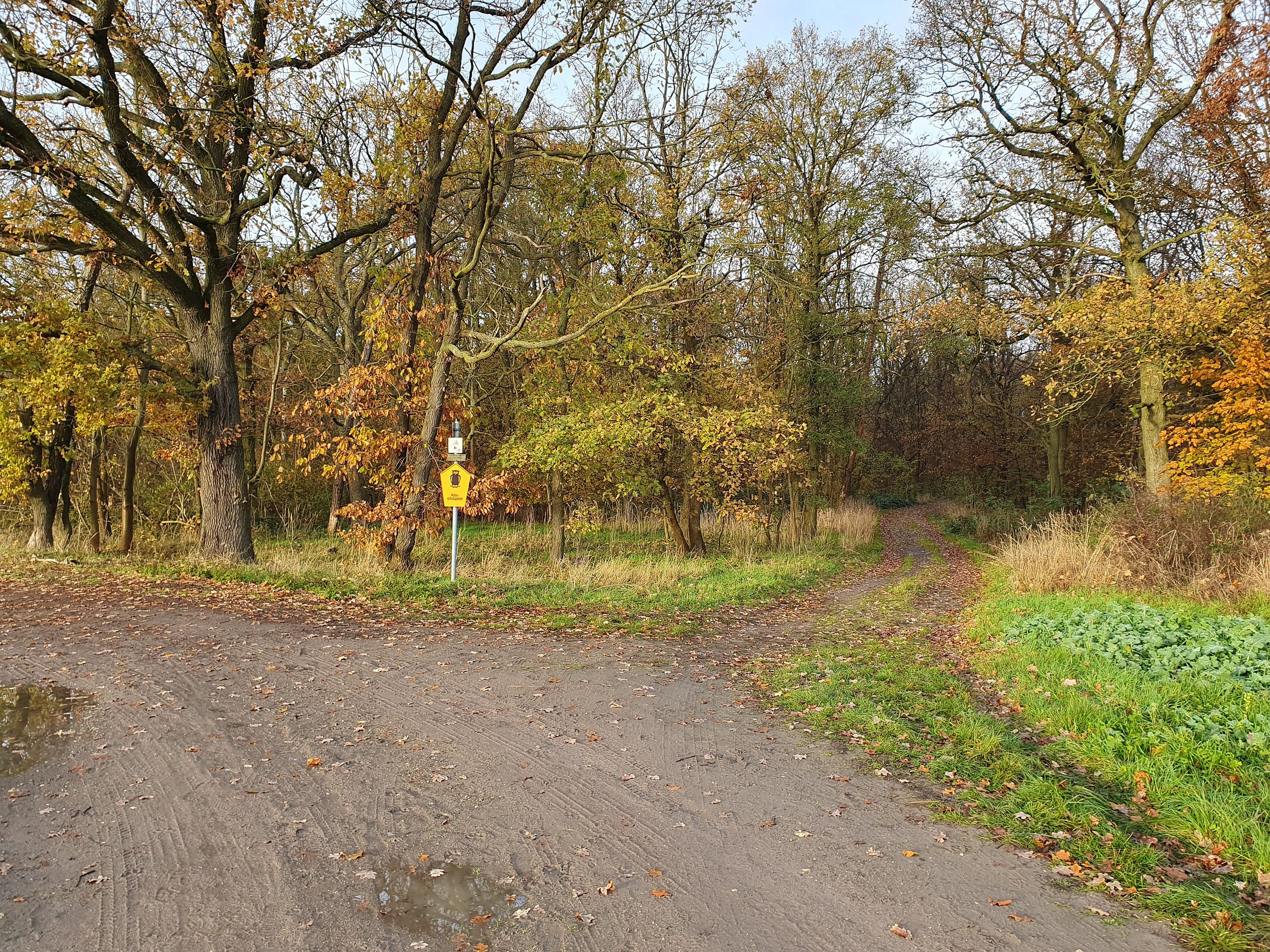
Naturschutzgebiet Spröde (November 2022)

Das Naturschutzgebiet Spröde liegt im Landkreis Nordsachsen in Sachsen. Es erstreckt sich südöstlich von Spröda, einem Ortsteil der Großen Kreisstadt Delitzsch, und südwestlich von Wannewitz, einem Ortsteil der zur Gemeinde Schönwölkau gehörenden Ortschaft Brinnis. Östlich des Gebietes verläuft die Kreisstraße K 7443, westlich erstreckt sich der Sprödaer Wald.

## Bedeutung
Das rund 27,6 ha große Gebiet mit der NSG-Nr. L 36 wurde im Jahr 1961 unter Naturschutz gestellt.